# Просто жах!
«Просто жах!» — радянський художній фільм 1982 року, знятий на Одеській кіностудії. За мотивами однойменної п'єси Юрія Сотника.

## Сюжет
Сюжет фільму оповідає про кумедні пригоди шестикласника Антона і його батька. За допомогою чудової машини «Виконавець бажання» Антон стає ветеринаром, а його батько, лікар-ветеринар, — школярем…

## У ролях
- Дмитро Замулін — Антон Мурашов
- Семен Морозов — Вадим Петрович Мурашов, батько Антона, ветеринарний лікар
- Фьокла Толстая — Оленка
- Галина Веневітінова — Маруся
- Алла Будницька — Варвара Іванівна, класний керівник
- Леонід Куравльов — Руслан Іванович, колишній вчитель з праці «Умілі руки»
- Лідія Єжевська — Луїза Василівна, вчителька літератури
- Олександр Ширвіндт — головлікар
- Наталія Крачковська — Раїса Миколаївна, медсестра в ветеринарній клініці
- Єлизавета Нікіщихіна — Анна Борисівна, вчителька англійської
- Євгенія Ханаєва — Антоніна Георгіївна, бабуся
- Георгій Георгіу — сусід
- Сергій Голубков — Сергій
- Лілія Гриценко — вчителька географії
- Олександр Васюшкін — епізод
- Олександр Гловяк — художник (озвучив Володимир Герасимов)
- Герман Качин — Леонід Миколайович, вчитель фізкультури
- Наталія Кустинська — господиня кота
- Євген Моргунов — господар кози
- Володимир Наумцев — вчитель математики
- Валерій Носик — мисливець, власник собаки Челентано
- Олена Фетисенко — господиня папуги
- Володимир Юматов — Беклемісов
- Іван Давидов — епізод
- Микола Моргунов — епізод
- Андрій Піменов — епізод

## Знімальна група
- Режисер — Олександр Полинніков
- Сценарист — Ярослав Харечко
- Оператор — Аркадій Повзнер
- Композитор — Михайло Муромов
- Художник — Михайло Кац